# Liste der National Natural Landmarks in Florida
Dies ist eine Liste der National Natural Landmarks in Florida. In Florida gibt es 18 als National Natural Landmark ausgewiesene Objekte (Stand 2020). Sie wurden zwischen 1966 und 1987 begründet und umfassen Flächen zwischen etwa 240 Hektar und 56 Quadratkilometern.

## Liste
| Name                               | Bild | Eintragung | Ort                              | County             | Landbesitzer  | Beschreibung |
| ---------------------------------- | ---- | ---------- | -------------------------------- | ------------------ | ------------- | --- |
| Archbold Biological Station        |      | Mai 1987   | 27° 10′ 50″ N, 81° 21′ 0″ W      | Highlands          | Privat        | Schützt das größte unberührte Gebiet der Lake Wales Ridge. |
| Big Cypress Bend                   |      | Okt. 1966  | 26° 0′ 0″ N, 81° 25′ 1″ W        | Collier            | Staat         | Teil des Fakahatchee Strand Preserve State Park und beherbergt den größten Hain Königspalmen im Land.                                                                     |
| Corkscrew Swamp Sanctuary          |      | März 1964  | 26° 25′ 4,4″ N, 81° 32′ 18,3″ W  | Collier            | Staat, Privat | Enthält den größten noch verbliebenen unberührten Strand echter Sumpfzypressen der Nation.                                                                                |
| Devil’s Millhopper                 |      | Dez. 1974  | 29° 42′ 25″ N, 82° 23′ 42″ W     | Alachua            | Staat         | Ein trockenes Karst-Senkloch innerhalb des gleichnamigen State Parks. |
| Emeralda Marsh                     |      | Dez. 1974  | 28° 58′ 1,5″ N, 81° 48′ 13,9″ W  | Lake, Marion       | Staat, Privat | Dieses Süßwasser-Sawgrass-Sumgebiet im Binnenland ist ein beliebtes Vogelbeobachtungsgebiet.                                                                              |
| Florida Caverns Natural Area       |      | Dez. 1976  | 30° 48′ 50″ N, 85° 13′ 59″ W     | Jackson            | Staat         | Der gleichnamige State Park schützt die einzige öffentlich zugängliche Höhle Floridas. Winterquartier des vom Aussterben bedrohten Indiana-Mausohrs.                      |
| Ichetucknee Springs                |      | Okt. 1971  | 29° 58′ 2,5″ N, 82° 46′ 33,8″ W  | Columbia, Suwannee | Staat         | Artisan Spring, die drittgrößte Quelle des Bundesstaates, die sich im gleichnamigen State Park befindet.                                                                  |
| Lignumvitae Key                    |      | Okt. 1968  | 24° 54′ 7,2″ N, 80° 41′ 57,6″ W  | Monroe             | Staat         | Befindet sich in einem gleichnamigen State Park und enthält den am besten erhaltenen tropischen Regenwald des Landes.                                                     |
| Manatee Springs                    |      | Dez. 1971  | 29° 29′ 25,5″ N, 82° 58′ 37,5″ W | Levy               | Staat         | Ein gleichnamiger State Park umgibt den sechstgrößte artesischen Brunnen des Bundesstaates.                                                                               |
| Osceola Research Natural Area      |      | Dez. 1974  | 30° 17′ 26″ N, 82° 19′ 18″ W     | Baker              | Bund          | Isolierter Hartholzmischwald mit unberührten Hainen der echten Sumpfzypresse. Ein Teil des Osceola National Forest.                                                       |
| Paynes Prairie                     |      | Dez. 1974  | 29° 34′ 59″ N, 82° 19′ 59″ W     | Alachua            | Staat, Privat | Süßwassersumpf in einer der größten Senken des Staates. Der größte Teil des Geländes gehört zum Paynes Prairie Preserve State Park.                                       |
| Rainbow Springs                    |      | Okt. 1971  | 29° 6′ 9,6″ N, 82° 26′ 13,4″ W   | Marion             | Staat         | Der zweitgrößte artesische Brunnen Floridas. Teil eines gleichnamigen State Parks.                                                                                        |
| Reed Wilderness Seashore Sanctuary |      | Nov. 1967  | 27° 2′ 26″ N, 80° 6′ 49″ W       | Martin             | Bund          | Ein Teil des Hobe Sound National Wildlife Refuge, schützt den größten naturbelassenen Abschnitt der Atlantikküste Floridas. Ein Nistplatz der unechten Karettschildkröte. |
| San Felasco Hammock                |      | Dez. 1974  | 29° 43′ 44″ N, 82° 26′ 31″ W     | Alachua            | Staat, Privat | Hauptsächlich im San Felasco Hammock Preserve State Park gelegen, enthält eine vielfältige Waldlandschaft.                                                                |
| Silver Springs                     |      | Okt. 1971  | 29° 13′ 5″ N, 82° 3′ 16,3″ W     | Marion             | Privat        | Der gleichnamige State Park umgibt den größten artesischen Brunnen des Bundesstaates.                                                                                     |
| Torreya State Park                 |      | Dez. 1976  | 30° 34′ 8″ N, 84° 56′ 53″ W      | Liberty            | Staat         | Steile Schluchten durchschneiden diesen gleichnamigen State Park. Heimat bedrohter Pflanzen wie der Florida-Eibe.                                                         |
| Waccasassa Bay Preserve State Park |      | Dez. 1976  | 29° 20′ 44,4″ N, 82° 55′ 50,3″ W | Levy               | Staat         | Brackige Mangroven in einem gleichnamigen State Park. |
| Wakulla Springs                    |      | Okt. 1966  | 30° 13′ 58″ N, 84° 17′ 32″ W     | Wakulla            | Staat         | Der Park liegt im Edward Ball Wakulla Springs State Park und umfasst die tiefste artesische Quelle des Bundesstaates.                                                     |